# ساری مارجامکی
ساری مارجامکی (انگلیسی: Sari Marjamäki؛ زادهٔ ۱۷ دسامبر ۱۹۷۱) بازیکن هاکی روی یخ اهل فنلاند است.